# Цона П. И. П. Белдилето (Мачерата)
Цона П. И. П. Белдилето је насеље у Италији у округу Мачерата, региону Марке.
Према процени из 2011. у насељу је живело 28 становника. Насеље се налази на надморској висини од 158 м.